# Rimppi Kumari
Rimppi Kumari (1982/1983) es una agricultora india que, tras la muerte de su padre, se hizo cargo de una granja de 32 acres en Rajastán junto con su hermana Karamjit. Es una de las siete mujeres indias que figuran en la lista de la BBC de las 100 mujeres más inspiradoras del mundo de 2015.

## Biografía
En la India, la propiedad de la tierra se transmite tradicionalmente a los hombres y la sociedad está en contra de la idea de que las mujeres puedan llegar a ser propietarias de granjas. Este estereotipo lleva algunos años siendo desafiado por las muchas mujeres que se ven obligadas a asumir roles agrícolas si mueren sus padres o sus maridos (por ejemplo si se suicidan debido a deudas).
Rimppi Kumari y su hermana Karamjit, que viven en el estado de Rajastan, al norte de la Índica, son dos de esas mujeres solteras que se convirtieron en agricultoras tras la muerte del sustentador de su familia. En 2009, cuando falleció su padre, Rimppi Kumasi trabajaba en tecnología de la información pero se vio obligada a abandonar su puesto de trabajo para cultivar soja, trigo y arroz en las tierras familiares. Ella y su hermana contaron con el apoyo de su hermano mayor cuando tomaron la decisión de ponerse al frente de la granja.
Rimppi Kumari comenzó a adaptar tecnologías agrícolas modernas para el cultivo en su granja. De esa manera consiguió que la granja fuera más productiva y tener más ingresos de los que generaba su padre.
Ambas hermanas siguen solteras y se mantienen por sí mismas, haciendo caso omiso de las convenciones locales. El hermano mayor, que estaba casado y tenía hijos, decidió asumir un papel secundario en el negocio familiar.

## Reconocimiento
Rimppi Kumari es una de las siete mujeres indias que figuran en la lista de la BBC de las 100 mujeres más inspiradoras del mundo en 2015.